# جيمس باتريك سوتون
جيمس باتريك سوتون (بالإنجليزية: James Patrick Sutton)‏ هو سمسار وسياسي أمريكي، ولد في 31 أكتوبر 1915 في مقاطعة بيدفورد في الولايات المتحدة، وتوفي في 3 فبراير 2005 في بلدة بيرين في الولايات المتحدة. حزبياً، نشط في الحزب الديمقراطي. وقد انتخب عضو مجلس النواب الأمريكي (1949 – 1955).